# Laverton (North Yorkshire)
Laverton – wieś i civil parish w Anglii, w hrabstwie North Yorkshire, w dystrykcie (unitary authority) North Yorkshire. Leży 43 km na północny zachód od miasta York i 311 km na północ od Londynu. W 2011 roku civil parish liczyła 260 mieszkańców.